# Хансонвилл (Миннесота)
Хансонвилл (англ. Hansonville) — тауншип в округе Линкольн штата Миннесота (США). На 2010 год его население составляло 90 человек.

## География
По данным Бюро переписи населения США площадь тауншипа составляет 87,5 км², из которых 86,8 км² занимает суша, а 0,7 км² — вода (0,83 %).

## История
Первым белым поселенцем на территории тауншипа был Джон Хансон, который в 1873 году обосновался на участке земли между двумя озёрами. 26 июля 1880 года Советом округа был создан тауншип Хансонвилл. Тауншип был назван в честь Джона Хансона.

## Население
В 2000 году в тауншипе проживало 122 человека. По данным переписи 2010 года население Хансонвилла составляло 90 человек (из них 54,4 % мужчин и 45,6 % женщин), было 41 домашнее хозяйство и 27 семей. Расовый состав: белые — 93,3 %, 1,1 % — две и более рас. На территории тауншипа расположено 59 построек со средней плотностью 0,7 постройка на один квадратный километр.
Из 41 домашних хозяйств 58,5 % представляли собой совместно проживающие супружеские пары (12,2 % с детьми младше 18 лет), в 2,4 % домохозяйств женщины проживали без мужей, в 4,9 % домохозяйств мужчины проживали без жён, 34,1 % не имели семьи. В среднем домашнее хозяйство вели 2,20 человека, а средний размер семьи — 2,78 человека. В одиночестве проживали 34,1 % населения, 7,3 % составляли одинокие пожилые люди (старше 65 лет).
Население тауншипа по возрастному диапазону распределилось следующим образом: 17,8 % — жители младше 18 лет, 62,2 % — от 18 до 65 лет, и 20,0 % — в возрасте 65 лет и старше. Средний возраст населения — 47,3 лет. На каждые 100 женщин приходилось 119,5 мужчин, при этом на 100 совершеннолетних женщин приходилось уже 131,3 мужчин сопоставимого возраста.
В 2014 году из 67 трудоспособных жителей старше 16 лет имели работу 49 человек. Медианный доход на семью оценивался в 71 250 $, на домашнее хозяйство — в 53 333 $. Доход на душу населения — 25 410 $.